# Chioninia
Chioninia es un género nuevo de reptiles donde se ubicaron una serie de especies que con anterioridad pertenecían al género Mabuya. Es propio de Cabo Verde e islas adyacentes.
En el 2004 el  Andreas Schmidt realizó cambios taxonómicos para este grupo, creando cuatro géneros a partir de Mabuya[cita requerida].
Estos cambios agrupa las especies sobre la base de su distribución geográfica, reasignando especies a nuevos géneros.
Géneros nuevos creados:
- Chioninia es el género para las especies del Cabo Verde.
- Euprepis es el género para las especies Áfricanas.
- Eutropis es el género para las especies Asiáticas.
- Mabuya es el género remanente a utilizar en las especies de Sudamérica.

Especies y subespecies del género Chioninia
- Chioninia delalandii
- Chioninia fogoensis
  - C. f. fogoensis
  - C. f. antaoensis
  - C. f. nicolauensis
- Chioninia geisthardti
- Chioninia spinalis
  - C. s. spinalis
  - C. s. maioensis
  - C. s. salensis
- Chioninia stangeri
- Chioninia stanjorgeri
- Chioninia vaillantii